# نبردناو توسا
نبردناو توسا (به انگلیسی: Japanese battleship Tosa) یک کشتی بود که طول آن ۲۳۴٫۱ متر (۷۶۸ فوت ۱ اینچ) بود. این کشتی در سال ۱۹۲۱ ساخته شد.